# Репкі (Остроленцький повіт)
Репкі (пол. Repki) — село в Польщі, у гміні Трошин Остроленцького повіту Мазовецького воєводства.
Населення — 113 осіб (2011).
У 1975-1998 роках село належало до Остроленцького воєводства.

## Демографія
Демографічна структура станом на 31 березня 2011 року:
|          | Загалом | Допрацездатний вік | Працездатний вік | Постпрацездатний вік |
| -------- | ------- | ------------------ | ---------------- | -------------------- |
| Чоловіки | 57      | 15                 | 36               | 6                    |
| Жінки    | 56      | 10                 | 29               | 17                   |
| Разом    | 113     | 25                 | 65               | 23                   |